# 5-я отдельная бригада специального назначения
5-я отдельная бригада специального назначения (бел. 5-я асобная брыгада спецыяльнага прызначэння) — военное формирование ВС СССР и Вооружённых сил Республики Беларусь.

## История бригады в советский период

### Формирование части
Основанием для формирования бригады стала директива Генштаба ВС СССР № 140547 от 19 июля 1962 года. Согласно ей в составе Белорусского военного округа следовало сформировать 5-ю бригаду специального назначения.
Местом дислокации бригады выбрали город Марьина Горка Пуховичского района Минской области Белорусской ССР.
Основу офицерского состава формирующейся бригады составили офицеры, закончившие годичные курсы Военно-дипломатической академии и офицеры, служившие в разведывательных подразделениях Белорусского военного округа. Также для комплектации рядового состава были отправлены рядовые срочной службы, отслужившие в подразделениях специального назначения не меньше двух лет.
Всего в первоначальный состав вновь сформированной бригады вошло 137 человек.
Днём основания части считается 1 января 1963 года.

### Становление и развитие бригады
С весны 1963 года личный состав бригады осваивает воздушно-десантную подготовку и совершает парашютные прыжки с самолётов Ан-2, Ан-12 и Ли-2.
19 ноября 1964 года начальник штаба Белорусского военного округа генерал-лейтенант Николай Огарков вручил командиру бригады полковнику Ковалевскому Боевое Знамя.
К 1965 году бригада была укомплектована по штату мирного времени и признана отвечающей требованиям боевой готовности.
В мае 1968 года в штате бригады сформирована специальная рота минирования.
В период с 1975 по 1982 годы бригада получала от командования на всех итоговых проверках и учениях оценку «отлично».
В 1978 году бригада получила статус «отдельной». Полное её наименование стало: 5-я отдельная бригада специального назначения.
В 70-е и 80-е годы на базе 5-й бригады проходили испытания новейшего вооружения и снаряжения для подразделений специального назначения.
В составе 5-й бригады впервые среди однотипных бригад появилось уникальное подразделение — особая рота специального назначения. Личный состав данной роты состоял исключительно из офицеров и прапорщиков. Основной задачей роты в случае полномасштабных боевых действий была доставка и установка портативных ядерных зарядов на стратегические объекты противника.
В 1989 году с личного разрешения Министра обороны СССР военнослужащим особой роты специального назначения позволено иметь нарукавный знак — чёрная лиса и нагрудный знак, что являлось для ВС СССР уникальным явлением. Считалось что уровень подготовки данной роты соответствовал подготовке отряда специального назначения «Вымпел» КГБ СССР.

### 334-й отдельный отряд специального назначения
К началу 1984 года военное руководство СССР принимает решение о ликвидации каналов поставки вооружений и боеприпасов группировкам афганских моджахедов. Следовало взять под контроль караванные дороги и тропы соединяющие Афганистан и Пакистан. Разведывательные подразделения 40-й Армии не справлялись с функциями по уничтожению караванов снабжающих моджахедов. Поскольку этому не соответствовала численность разведывательных подразделений и удалённость многих караванных троп от гарнизонов к которым они приписывались. Также разведывательные подразделения 40-й Армии должны были производить разведку для своих полков и бригад.
Появился план создания так называемой приграничной зоны «Завеса», по линии Джелалабад — Газни — Кандагар. С помощью этой приграничной зоны командование 40-й армии планировало перекрыть около 200 караванных маршрутов, по которым мятежники возили из Пакистана оружие и боеприпасы.
Выходом из создавшейся ситуации военное руководство СССР посчитало отправку в феврале двух имевшихся на территории Афганистана отрядов специального назначения (154-й и 177-й отряды) на приграничные к Пакистану участки. 154-й отряд был передислоцирован в Джелалабад, 177-й отряд в Газни.
По итогам годовой деятельности этих отрядов выяснилась необходимость во вводе дополнительных спецподразделений.
15-й бригаде в феврале предстояло войти в Афганистан встать штабом в г.Джелалабад провинции Нангархар. Передислокация закончилась к марту 1985 года.
В связи с тем что 15-я бригада как и остальные соединения специального назначения на территории СССР были кадрированными (неполного состава), в его состав вошли отряды сформированные в разных бригадах.
Руководством ВС СССР было принято решение о формировании на базе 5-й бригады 334-го отдельного отряда специального назначения, который в последующем должен был войти в состав 15-й обрспн.
Директива Генштаба ВС СССР о формировании отряда вышла 7 декабря 1984 года. Формирование отряда произошло в период с 12 декабря 1984 года по 13 января 1985 года. Для комплектования 334-го отряда кроме военнослужащих самой 5-й бригады были привлечены военнослужащие из других формирований специального назначения:2-й бригады, 4-й бригады, 8-й бригады, 14-й бригады, 22-й бригады и 1071-го учебного полка.
В период с 17 по 29 марта отряд совершил марш из г. Чирчик Узбекской ССР в г.Асадабад, административный центр провинции Кунар на востоке Афганистана.
29 марта 1985 года 334-й отряд (войсковая часть 83506) вошёл в состав 15-й бригады. Отряд получил условное название 5-й отдельный мотострелковый батальон и позывной «Тариф».
Спустя три недели, 21 апреля 334-й отряд участвовал в первом самостоятельном рейде, в ходе которого из-за неопытности командиров подразделений и грубых ошибок допущенных командованием отряда понёс тяжёлые потери
В период с марта 1985 по май 1988 г. 334-й отдельный отряд специального назначения совершил 250 боевых выходов, в которых уничтожено около 3000 моджахедов.

### Участие 5-й бригады в локальных конфликтах на территории СССР
В период с 24 января по 3 марта 1990 года бригада практически в полном составе (805 человек) участвовала в боевых действиях по нейтрализации членов незаконных вооружённых формирований в Армянской ССР во время Карабахского конфликта.

## Соединение в Вооружённых Силах Беларуси

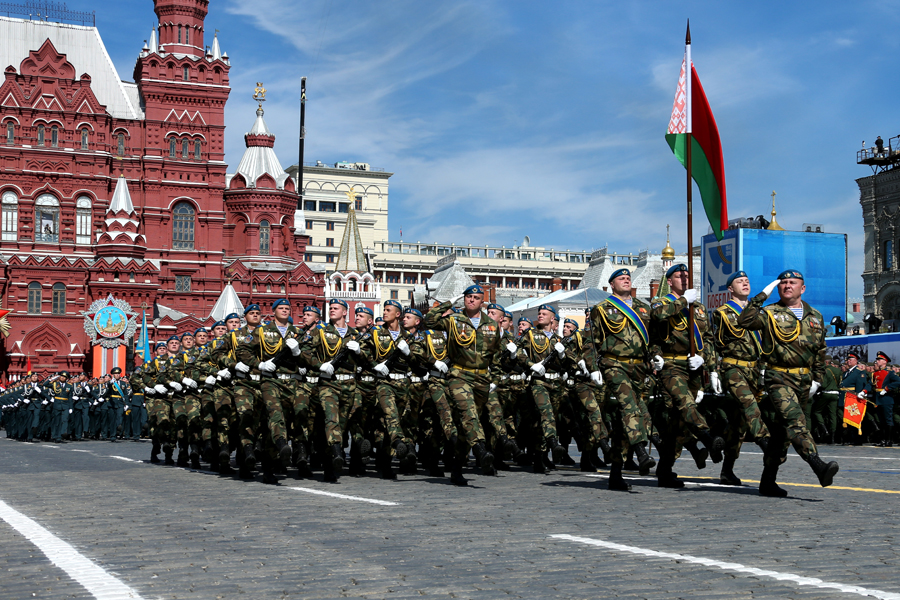
Бойцы 5-й отдельной бригады специального назначения на Параде Победы в Москве 9 мая 2015 года

31 декабря 1992 года 5-я отдельная бригада специального назначения перешла под юрисдикцию Республики Беларусь и вошла в состав её вооружённых сил.
12 сентября 2002 года Президент Республики Беларусь вручил командиру 5-й бригаде новое Боевое Знамя взамен советского.
В 2008—2011 годах бойцы венесуэльского коммандос DISIP неоднократно посещали Белоруссию, где прошли курс подготовки от БФСО «Динамо» и 5-й бригады спецназа.
В 2013 году бригада участвовала в совместном с ВС РФ военном учении «Запад‑2013».
В 2014—2015 годах на базе 5-й бригады и Центра специальной подготовки БФСО «Динамо» проходили подготовку бойцы сил специальных операций Нигерии.

## Командиры 5-й бригады
Список командиров 5-й бригады:
- Ковалевский Иван Иванович — 1962—1966;
- Коваленко Иван Антонович — 1966—1968;
- Евтушенко Геннадий Петрович — 1969—1972;
- Карташов Валентин Александрович — 1973—1976;
- Фалеев Евгений Иванович — 1976—1979;
- Колб Григорий Ананьевич — 1979—1982;
- Иванов Эдуард Михайлович — 1982—1984;
- Сапалов Юрий Александрович — 1984—1987;
- Герасимов, Дмитрий Михайлович — 1987—1988;
- Бородач Владимир Викторович — 1988—1991;
- Крот Иван Михайлович — 1991—1992;
- Гайдукевич Валерий Владимирович — 1992—1995;
- Вильчковский Иван Богуславович — 1995—1999;
- Чмырев Александр Прохорович — 1999—2003;
- Златин Георгий Самуилович  — 2003—2005;
- Тихонов Павел Викторович — 2005—2007;
- Карук Владимир Васильевич — 2007—2010;
- Науменко Александр — 2010—2012;
- Симкин Сергей Олегович — 2012—2014 [17];
- Попов Алексей Михайлович — 2014—2017;
- Кучук Дмитрий Владимирович — 2017— 2020;
- Хузяхметов Алексей Фаритович  — с декабря 2020 года[18].